# Kometenfamilie
Als Kometenfamilien werden Gruppen von Kometen bezeichnet, deren Bahnen durch den Einfluss eines Planeten einander ähnlich wurden. Meist ist das Apogäum das bezeichnende Bahnelement solcher Gruppen.
Die größte solcher Gruppen ist die Jupiter-Familie, von der man derzeit etwa 70 Kometen kennt.